# Satellit

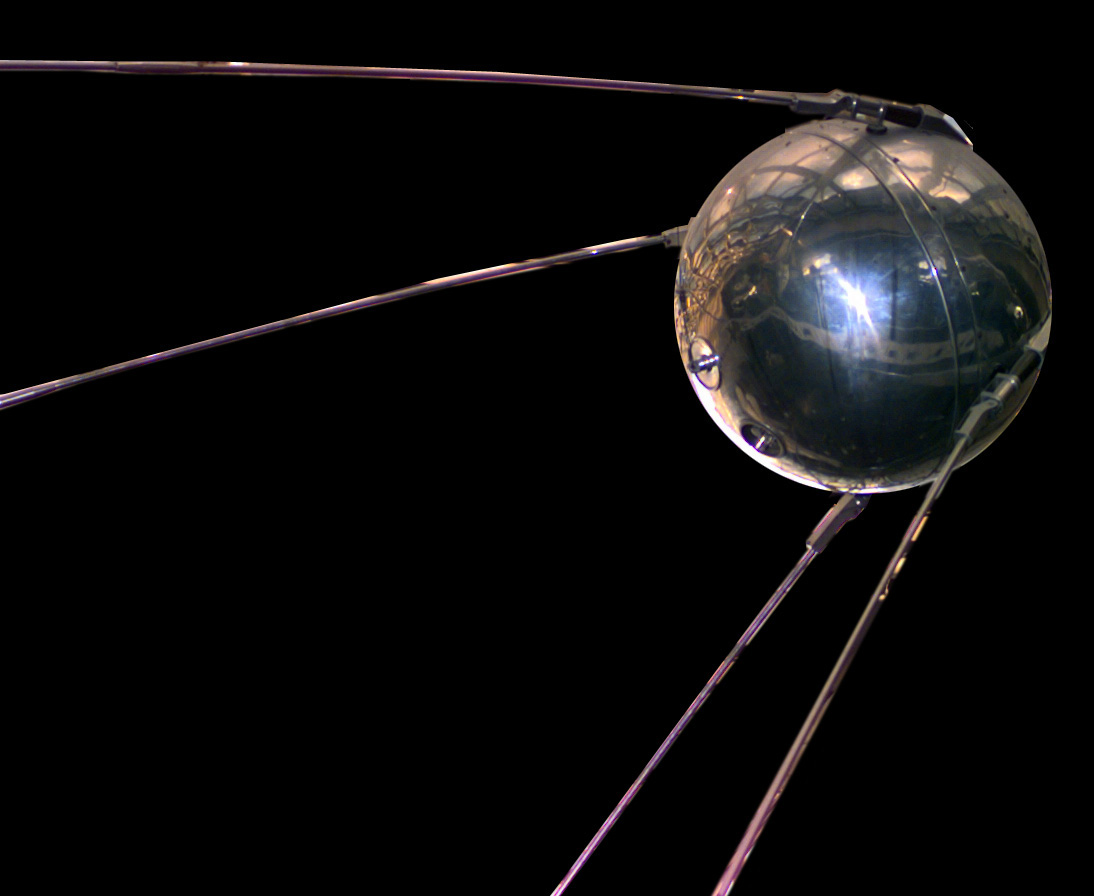
Sputnik

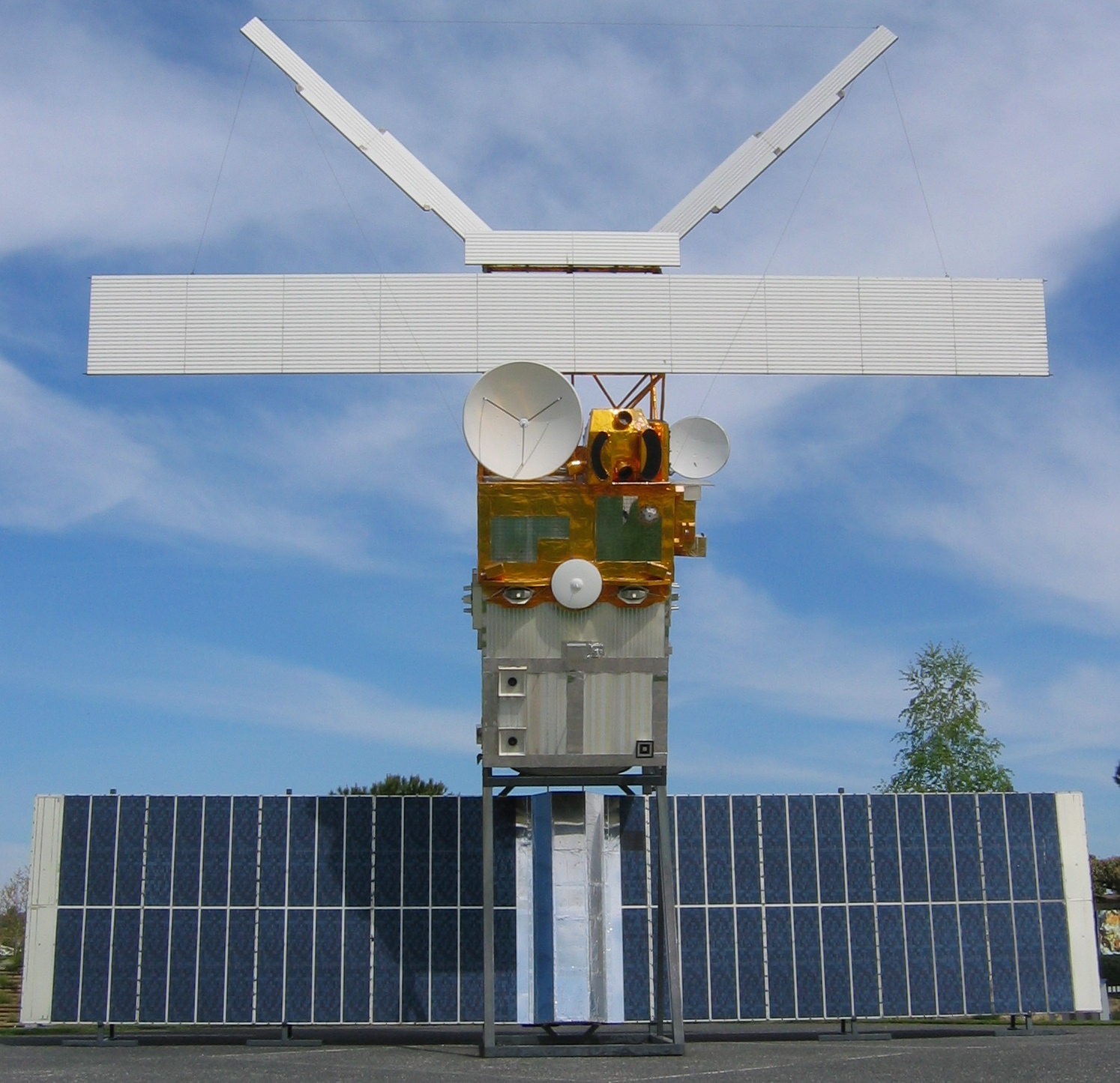
En model av ERS-1, en jordresurs satellit.

En satellit är ett mindre objekt som roterar runt ett annat större objekt, till exempel jorden. För att detta ska fungera måste det roterande objektet påverkas av en centripetalkraft. För satelliter som roterar kring jorden är denna kraft gravitationskraften. Dessutom får det inte finnas något luftmotstånd eftersom det skulle leda till att satellitens hastighet minskade.
Man skiljer på naturliga och tillverkade satelliter. Månar anses vara synonymt med naturliga satelliter till planeter. Dessa behandlas inte i denna artikel. Planeter kan också betraktas som satelliter till stjärnor. Tillverkade satelliter är av människan placerade i omloppsbana kring jorden eller annan himlakropp, och behandlas i denna artikel.

## Tillverkade satelliter
En geostationär satellit är en satellit som är placerad i en omloppsbana på ca 36 000 km höjd, och rakt över ekvatorn så att den följer jordrotationen och därmed ständigt befinner sig över en viss plats på jordytan. Detta är fördelaktigt för de flesta kommunikationssatelliter, därför att antennen vid motstationen på jorden, jordstationen, kan vara fast inriktad.
Science fictionförfattaren Arthur C. Clarke brukar hållas för den som först lanserade denna finess med satellitkommunikation.[källa behövs]
En polär satellit går i en polär bana som passerar de båda polerna. Denna bana är oftast mycket lägre än den geostationära, och används ofta av jordresurssatelliter som utför fjärranalys. En nackdel med icke-stationära satelliter är att jordstationens antenn ständig måste ändra inställning för att kunna "peka" på en satellit, som snabbt ändrar sin position. Denna inriktning måste hållas på någon grad när, eller rentav delar av en grad, vilket innebär en teknisk utmaning. Vidare försvinner sådana satelliter under horisonten efter kort tid, varvid man tappar kommunikationen. Om man ska kunna hålla kontinuerlig förbindelse, måste man ha ett pärlband av satelliter, som avlöser varandra, så att åtminstone någon av de satelliter, som ingår i systemet ligger över horisonten. Att få växlingen mellan olika satelliter som avlöser varandra att fungera friktionsfritt, är ytterligare en teknisk utmaning.
Nu behöver man inte nödvändigtvis ha oavbruten förbindelse med en jordresurssatellit. En sådan kan samla in data och lagra dessa när den befinner sig "på baksidan" av jorden, för att sen på kommando från jorden snabbt tömmas på insamlade data under den korta tid den är synlig ovanför horisonten. En nackdel med detta är att man inte får ögonblicksinformation om det som avspanas, men i många fall kan man finna sig i en viss fördröjning, när man tömmer satelliten på dess "gamla" data.
Det är viktigt att inse att det bara finns en enda, unik bana, som kan hysa geosynkrona satelliter, och denna enda bana måste ligga i ekvatorsplanet. Områdena närmast polerna ligger i radioskugga från den geostationära banan och blir "vita fläckar" i täckningsområdet från geostationära satelliter. Om man ska kunna ha kommunikation mellan godtyckliga områden utanför de vita fläckarna, d.v.s. med vid ej alltför höga latituder, krävs minst 3 satelliter i systemet. Eftersom man vid radiofrekvensförvaltning inte kan tillåta att en och samma frekvens återanvänds av satelliter som ligger närmare varandra än ca 6° i den geostationära banan, så ryms det inte mer än ca 40 världsomfattande geostationära system på delad frekvens. Tillkommer att vissa positioner i banan är mer åtråvärda än andra – de stora världshaven är ju glest befolkade med modesta behov av satellitkommunikation – varför det blir trängsel kring satellitpositioner avsedda för de mer befolkade delarna av världen.

## Användning
Satelliter används inom många områden, till exempel meteorologi, klimat, jordobservation, telekommunikation (telefoni, TV-sändning, datatrafik), rymdforskning, grundforskning, militär spaning och positionering (GPS).

## Exempel på satelliter

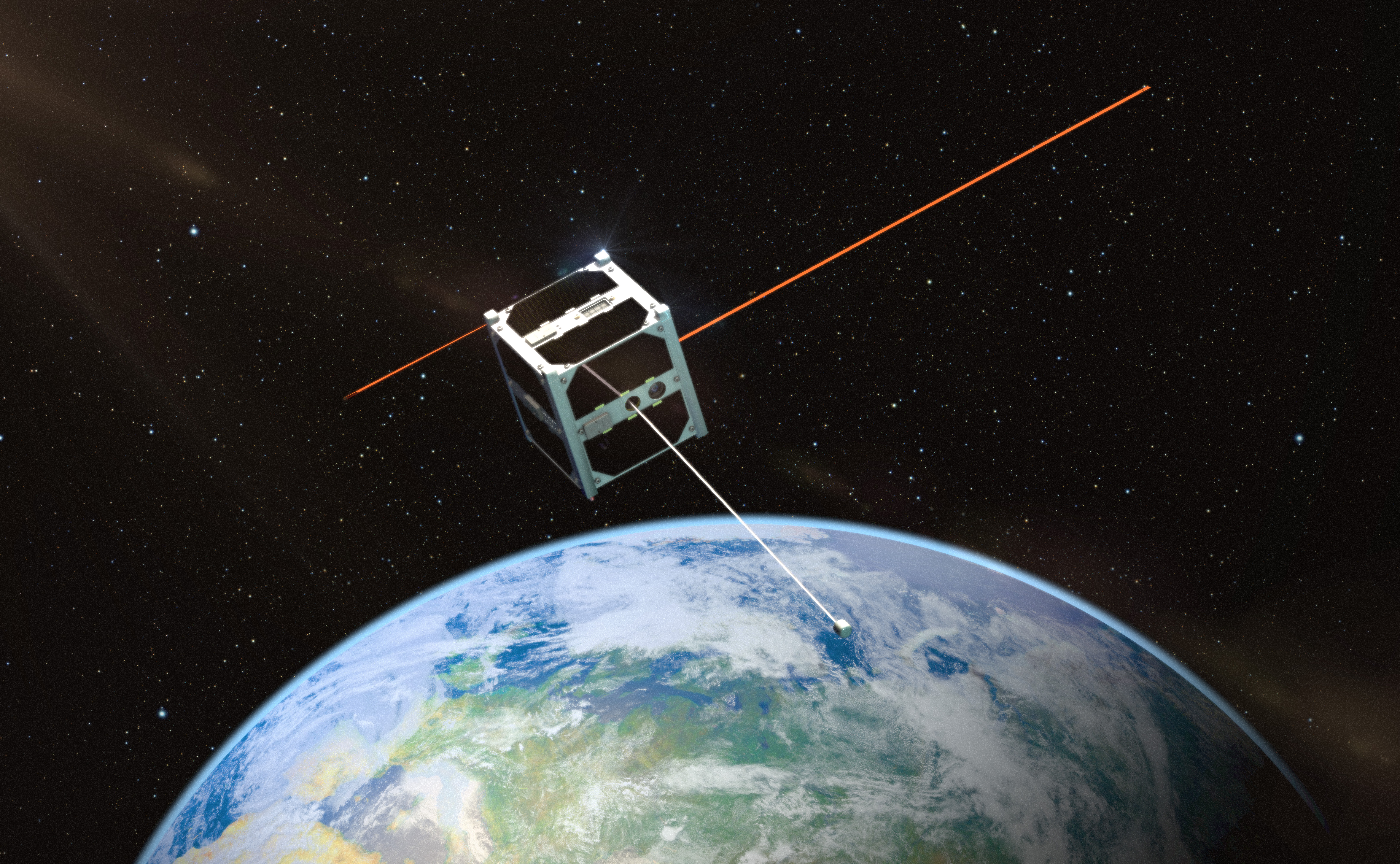
ESTCube-1

### Tidiga satelliter
- Sputnik I
- Explorer 1
- Östern är röd

### Svenska forskningssatelliter
- Viking
- Freja
- Astrid-1 och Astrid-2
- Munin
- Odin
- SMART-1

### Kommersiella geostationära kommunikationssatelliter
- Telstar
- Thor II och III
- Sirius 2 och Sirius 3
- Tele-X
- Astra

### Jordresurssatelliter
- Landsat 1-7
- SPOT 1-5
- IKONOS
- IRS
- JERS
- Envisat

### Meteorologiska satelliter
- Meteosat
- NOAA

### Satellitsystem för navigation
- Global Positioning System (GPS), amerikanskt system
- GLONASS, ryskt system
- Galileo, europeiskt (EU/ESA) system

### Satellitsystem för mobiltelefoni
- Iridium

### Satelliter för forskningsändamål
- Gaia, astronomi
- Solar and Heliospheric Observatory (SOHO), solobservation
- Rosetta, astronomi
- Herschel, kosmologi
- Planck, kosmologi
- Upper Atmosphere Research Satellite, jordatmosfären